# Tracy Barlow
Tracy Lynette Barlow (apellido de soltera: Langton, previamente: Preston, Cropper & McDonald) es un personaje ficticio de la serie de televisión británica Coronation Street, interpretada por la actriz Kate Ford desde el 25 de diciembre del 2002, hasta ahora. 
Anteriormente Tracy fue interpretada por Dawn Acton del 12 de diciembre de 1988 al 10 de octubre de 1999, por Holly Chamarette del 8 de julio de 1985 al 23 de marzo de 1988 y finalmente por Christabel Finch del 24 de enero de 1977 al 21 de noviembre de 1983.

## Antecedentes
Tracy es hija de Deirdre Hunt-Barlow y Ray Langton.

## Biografía
En el 2007 Tracy fue arrestada por haber asesinado a su novio Charlie Stubbs luego de golpearlo en la cabeza y encarcelada por 10 años, sin embargo fue puesta en libertad en diciembre del 2010 luego de que el experto que manejó la evidencia forense en su juicio había sido puesto bajo investigación luego de que falsificara sus títulos, por loq que Tracy apeló su condena y fue liberada bajo fianza.
En el 2012 Tracy descubre que está embarazada de gemelos y le dice a Steve que él es el padre, sin embargo poco después los pierte y acusa a Becky de haberla empujado de las escaleras. Becky finalmente consigue engañar a Steve y casarse con él, sin embargo durante la recepción Becky revela la verdad acerca de la muerte de los gemelos, que los había perdido días atrás y Steve furioso le pide el divorcio.

## Víctimas & Asesinatos
| Fecha de Asesinato  | Víctima                 | Condena | Tiempo Servido | Fecha de Liberación     |
| ------------------- | ----------------------- | ------- | -------------- | ----------------------- |
| 1 de junio de 2015  | Madeline "Maddie" Heath | -       | -              | -                       |
| 28 de mayo de 2015  | Khalid "Kal" Nazir      | -       | -              | -                       |
| 15 de enero de 2007 | Charlie Stubbs          | 15 años | 4 años         | 24 de diciembre de 2010 |

- El 1 de junio del 2015 Madeline "Maddie" Heath, murió en el hospital debido a las heridas que sufrió durante el incendio ocasionado por Tracy luego de que intentara lastimar a Carla Connor.
- El 28 de mayo del 2015 Khalid "Kal" Nazir, murió atrapado en un incendio ocasionado por Tracy luego de que ella intentara lastimar a Carla Connor.
- El 15 de enero del 2007 Tracy fue encarcelada por 15 años por el asesinato de Charlie Stubbs, por el crimen Tracy sólo cumplió 4 años y fue liberada el 24 de diciembre del 2010.